# Palus Putredinis
Palus Putredinis (lateinisch für „Sumpf der Fäulnis“) ist eine aus erstarrter Lava bestehende Ebene auf dem Erdmond, der von der Entstehung her den größeren Maria gleicht. Sie liegt am östlichen Rand des Mare Imbrium und wird nach Osten hin durch die Montes Apenninus begrenzt. Der mittlere Durchmesser der Ebene beträgt 161 km. 

1971 landete die Landefähre der Apollo 15 Mission am nordöstlichen Rand des Palus Putredinis in der Umgebung der Hadley-Rille.